# رلف اسکوایر
رلف تیندال اسکوایر (به انگلیسی: Ralph Tyndall Squire) بازیکن فوتبال زادهٔ ۱۰ سپتامبر ۱۸۶۳ اهل کشور انگلستان که سابقهٔ بازی در تیم ملی فوتبال انگلستان را در کارنامهٔ خود دارد. وی در تاریخ ۱۳ مارس ۱۸۸۶ نخستین بازی ملی خود را در مقابل تیم ملی فوتبال ایرلند انجام داد و با حضور در ۳ بازی ملی، در تاریخ ۲۹ مارس ۱۸۸۶ واپسین بازی ملی‌اش را در برابر تیم ملی فوتبال ولز برگزار کرد.